# Der Rabe (1935)
Der Rabe (Originaltitel: The Raven) ist ein US-amerikanischer Horrorfilm von Lew Landers aus dem Jahr 1935. Der Film aus der Produktion der Universal Studios entstand mit Bela Lugosi und Boris Karloff in den Hauptrollen.

## Handlung
Dr. Vollin, ein erfolgreicher, jetzt aber im Ruhestand lebender Chirurg,  wird von Richter Thatcher gebeten, seine Tochter Jean, die einen schweren Autounfall hatte, zu operieren. Nach anfänglichem Widerwillen erklärt sich Vollin dazu bereit. Er rettet ihr das Leben und verliebt sich in seine junge Patientin. Jerry Holden, Jeans Verlobter, und ihr Vater stellen sich den Absichten Vollins in den Weg. Jean selbst ist zunächst von dem vordergründig charmanten Arzt durchaus angetan.
Vollin beschäftigt sich intensiv mit den Werken des Schriftstellers Edgar Allan Poe. Noch gelingt es ihm, seinen schleichenden Wahnsinn vor seiner Umgebung zu verbergen.
Edmond Bateman, ein gesuchter Verbrecher, wendet sich an Vollin und bittet ihn, ihm mittels Operation ein neues Gesicht zu verschaffen. Vollin jedoch entstellt Batemans Gesicht und zwingt diesen nun, da nur er, Vollin, in der Lage ist, die Operation auch wieder rückgängig zu machen, Jeans Vater aus dem Weg zu räumen.
Um seiner Widersacher habhaft zu werden, lädt Vollin Jean, ihren Vater, Jerry und weitere Bekannte zu einer Party in sein Haus ein. Im Keller seines Hauses zeigt Vollin Jeans Vater Folterkammern, die er nach dem Vorbild der Werke Poes eingerichtet hat. Dabei überwältigt Vollin ihn und schnallt ihn unter einem riesigen schwingenden Pendel, das mit einer scharfen Schneide ausgestattet ist, fest. Das Pendel senkt sich kontinuierlich, bis es den Körper zerschneiden wird. Jerry und Jean dringen in die Folterkammer vor, werden aber von Vollin und Bateman ebenfalls unschädlich gemacht und in einen Raum, dessen Wände sich nach innen zusammenschieben, gesperrt. Doch im letzten Moment erkennt der entstellte Bateman, dass Vollin gar nicht vorhat, ihm sein altes Gesicht zurückzugeben, und er stoppt die Apparaturen. Dabei wird Bateman jedoch von Vollin angeschossen. Vollin gerät bei der Auseinandersetzung selbst zwischen die sich zusammenschiebenden Wände und findet dort ein schreckliches Ende. Auch Bateman erliegt seiner Schussverletzung.

## Hintergrund
Der Titel wurde in Anlehnung an Edgar Allan Poes Gedicht gewählt, obwohl der Film inhaltlich nur wenig damit zu tun hat. Es finden sich lediglich vereinzelte Anspielungen auf Poe, wie etwa ein Pendel als Folterinstrument oder ein ausgestopfter Rabe in Dr. Vollins Büro, der dem Film sogar den Namen gibt, obwohl er mit der Handlung nichts zu tun hat. Zu Beginn des Films rezitiert Lugosi eine Strophe aus Poes Gedicht und gibt sich in einem kurzen Monolog als Verehrer Poes zu erkennen, woraus im weiteren Verlauf des Films Vollins Vorliebe für die Folter zu verstehen sein soll. Eine Adaption des Gedichts oder eines anderen Poe-Stoffes ist Der Rabe jedoch nicht.

## Rezeption
An den damaligen Kinokassen war der als brutal geltende Film eher unbeliebt, heute erfährt er hingegen eine recht positive Rezeption. Das Lexikon des internationalen Films schrieb: „Horrorfilm, sehr frei nach Poe: ein klassischer Kinospaß.“ Cinema bezeichnete den Film als „Schauermär mit diabolischen Darstellern“.

## Synchronisation
Die deutsche Synchronfassung entstand 1984 bei der Studio Hamburg Synchron.
| Rolle              | Darsteller      | Synchronsprecher     |
| ------------------ | --------------- | -------------------- |
| Dr. Richard Vollin | Bela Lugosi     | Wolfgang Kieling     |
| Edmond Bateman     | Boris Karloff   | Horst Michael Neutze |
| Jerry Holden       | Lester Matthews | Peter Buchholz       |
| Jean Thatcher      | Irene Ware      | Antje Roosch         |
| Richter Thatcher   | Samuel S. Hinds | Günther Jerschke     |
| Geoffrey 'Pinky'   | Ian Wolfe       | Hans Sievers         |
| Poe                | Raine Bennett   | Wolfgang Draeger     |
| Chapman            | Arthur Hoyt     | Wolf Rahtjen         |
| Dr. Vollins Butler | Cyril Thornton  | Manfred Reddemann    |